# Email trên nền web

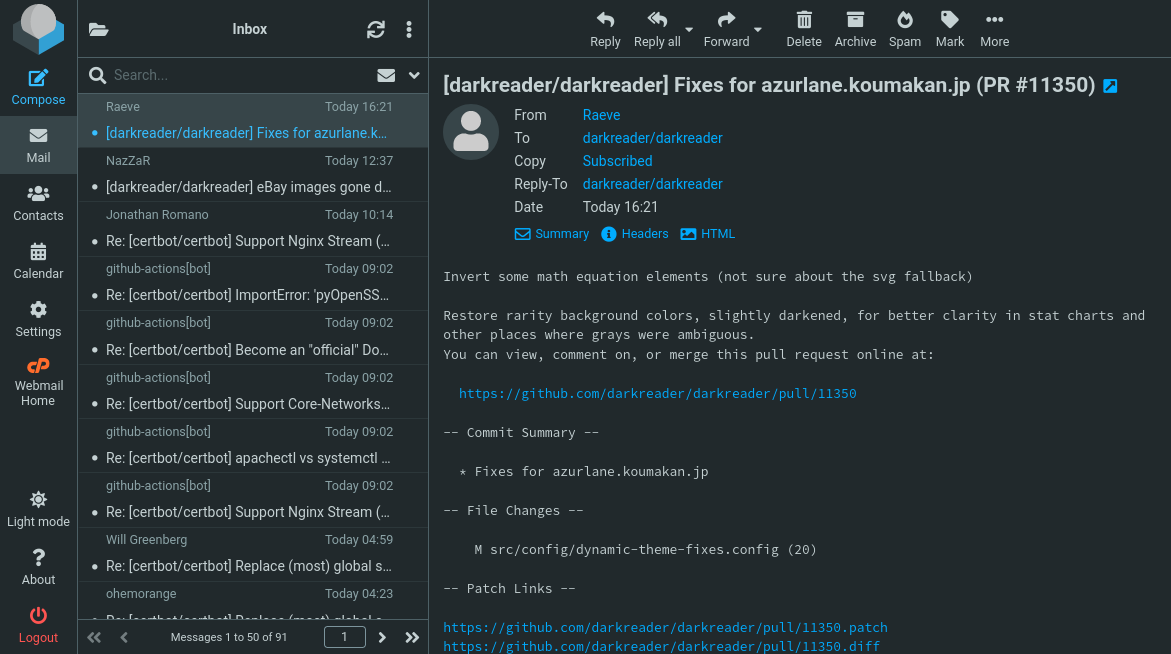
Email trên nền web

Thuật ngữ Email trên nền web và Webmail ám chỉ việc hiện thực một chương trình xem e-mail dưới dạng một ứng dụng web cho phép người dùng truy cập e-mail của họ thông qua một trình duyệt web, thay vì sử dụng chương trình xem email trên nền máy tính để bàn như Microsoft Outlook, Mozilla Thunderbird hay Eudora. (Cần chú ý thuật ngữ "Web" là nói gọn của thuật ngữ "World Wide Web" (mạng toàn cầu), và đôi khi có thể viết ở dạng chữ thường.) Một webmail khách thường được cung cấp bởi dịch vụ email, cho phép khách hàng của nó truy cập thư được lưu trữ trên máy chủ của dịch vụ, nhưng cũng có những ngoại lệ.
Từ Webmail còn được dùng chung với các danh từ khác như dịch vụ webmail hay nhà cung cấp webmail để chỉ đến một dịch vụ email được cung cấp thông qua một website (khác với dịch vụ email, thường phải gắn liền với việc kết nối internet). Mặc dù không nhất thiết phải sử dụng một chương trình webmail, việc sử dụng một chương trình webmail thường là phần quan trọng khi đưa ra dịch vụ webmail, đôi khi như là cách duy nhất để người dùng có thể tiếp cận email của họ, và đôi khi những phương pháp khác cũng được thêm vào như giao thức POP3 hoặc IMAP4 và chuyển tiếp email.
Dịch vụ Webmail đầu tiên là Hotmail. Những nhà cung cấp Webmail phổ biến nhất hiện nay là Yahoo! Mail, Windows Live Hotmail và Gmail. Những nhà cung cấp Webmail khác bao gồm Inbox.com, AIM Mail, Mail.com, Fastmail.FM, Lycos Mail, BlueTie, Everyone.net, and LuxSci. Người dùng cũng có thể chạy một phần mềm Webmail trên máy chủ Web của chính mình. Những phần mềm Webmail thương mại bao gồm Outlook Web Access (OWA), Laszlo Mail, Atmail và SmarterMail. Phần mềm Webmail mã nguồn mở bao gồm Horde IMP, OpenWebmail (dựa trên NeoMail), RoundCube, Zimbra, và SquirrelMail. Nhiều trường Đại học và phổ thông sử dụng những phần mềm đó để giúp sinh viên và giảng viên của trường có thể xem email qua trang Web. Nhiều nhà cung cấp dịch vụ Internet cũng đưa ra Webmail cho khách hàng của mình. Có một vài ứng dụng quản lý webmail, mà bạn có thể dùng nó để kiểm tra tất cả những email từ bất kỳ nhà cung cấp nào. Mail2Web.com và Email4Web.com là những ứng dụng phổ biến.

## Đặc tính
Phần lớn các dịch vụ Webmail có các tính năng sau:
- Thư mục
- Bộ lọc email (thư đến sẽ được sắp xếp vào thư mục thích hợp)
- Thư mục thùng rác
- Sổ địa chỉ

Một vài dịch vụ Webmail đưa thêm những tính năng khác cho chương trình webmail:
- Từ điển khi soạn thư
- Kiểm tra chính tả
- Nhiều định danh người gửi
- Khả năng tìm kiếm thư
- Đăng nhập an toàn

và những tính năng không phải webmail:
- Truy cập email thông qua những giao thức khác như POP3 hay IMAP4
- Chuyển tiếp email
- Tích hợp tài khoản email (lấy email từ các tài khoản khác)
- Phát hiện E-mail spam
- Kiểm tra virus trong thư đính kèm
- Hỗ trợ Unicode (UTF-8)

## Những thuận lợi của dịch vụ Webmail
- E-mail được lưu trữ từ máy chủ ở xa, có nghĩa là nó có thể được truy cập từ bất cứ nơi nào có kết nối Internet và một trình duyệt Web.
- Phần lớn những nhà cung cấp Webmail là dịch vụ miễn phí.
- Bảo trì tập trung email của khách hàng; sao lưu, nâng cấp và sửa lỗi bảo mật được thực hiện bởi người quản trị. Không cần phải cài đặt, nâng cấp hoặc vá những chương trình e-mail tại mỗi máy.
- Một vài nhà cung cấp Webmail đưa ra những địa chỉ e-mail vô dụng (spam), ví dụ như Sneakemail, TrashMail và Mailinator. Cũng có những nhà cung cấp webmail an toàn như Hushmail không lưu trữ bất cứ thông tin cá nhân nào và luôn cố gắng gửi tất cả những email với giải thuật mã hóa PGP.
- Một vài ứng dụng webmail như Fastmail.FM đưa ra những tính năng không bao giờ có ở những chương trình email trên nền máy để bàn.

## Những bất lợi của dịch vụ Webmail
- Người dùng phải luôn online để đọc và viết nhiều e-mail. Họ không thể dễ dàng sửa chữa thư khi họ đang làm việc offline (trừ khi phải chép và dán nội dung thư).
- Những dịch vụ Webmail thương mại thường cung cấp không gian lưu trữ e-mail giới hạn và hoặc là hiện quảng cáo khi sử dụng hoặc gắn quảng cáo email được gửi. Không giống như phần mềm ở máy, người dùng không mặc định được giữ các tin nhắn vào máy tính của mình, mặc dù họ cũng có quyền lựa chọn để tải về và lưu trữ những email quan trọng vào máy tính, có thể làm bằng tay hoặc bằng phần mềm pop-mail.
- Phần lớn e-mail là những thông điệp ngắn, ở dạng thuần ký tự, nhở hơn 2 kB, nhưng khi sử dụng Webmail, e-mail gốc được lồng vào những mã HTML của Web site nên có thể lên đến 40 kB hoặc hơn nữa. Điều này có thể làm chậm đáng kể tốc độ sử dụng, đặc biệt là với đường truyền chậm.
- Những tài khoản Webmail thường là mục tiêu của spam.
- Những tài khoản Webmail bị cho là không an toàn.
- Những tài khoản Webmail miễn phí thường không dùng được cho những người dùng khiếm thị, do sử dụng giao diện trực quan.
- Webmail thường bị giới hạn về tốc độ và tính năng so với những chương trình xem email khác, một phần do sự hạn chế của HTML (trang web). Ví dụ như, khi những thư được đánh dấu xóa trong chỉ mục, những thẻ này thường mất đi khi có người đọc thư. Điều đó có nghĩa là bạn không thể đọc thư mà bạn cho là có thể phải xóa (để kiểm tra lại có nên xóa hay không) nếu bạn không xóa thẻ đã đánh dấu đi hoặc phải đánh dấu lại. Do đó sẽ càng bất tiện hơn khi muốn xóa nhiều thư một lúc.

Đối với những nhà cung cấp không cho phép giao thức POP3 một chương trình như FreePOPs có thể được dùng như một máy khách POP3 quy ước.

## Những tính năng khác của Webmail
- Những tài khoản Webmail có thể được thiết lập với khả năng kỹ thuật tối thiểu và có thể cung cấp sự độc lập khỏi ISP hiện thời của ai đó cũng như mức độ nặc danh.
- Khả năng tiếp cận ở bất cứ nơi đâu đồng nghĩa với việc khó khăn hơn để lần ra dấu vết cá nhân đã sử dụng một tài khoản nào đó hơn là khi họ sử dụng đường truyền gắn liền với địa chỉ nhà của họ.

Những tính năng này về lý thuyết đồng nghĩa rằng chúng dễ trở thành những công vụ liên lạc vì mục đích bất chính hơn e-mail thông thường. Trong thực tế, phần lớn cơ quan an ninh của chính phủ dò tìm ra những cá nhân cố gắng sử dụng phương pháp đó khá dễ dàng, cũng như tìm ai đó gọi điện từ buồng điện thoại. Tuy nhiên những công dân thông thường cảm thấy việc đó khó hơn.

## Những phát triển gần đây
Cho đến gần đây, ngành công nghiệp webmail khá trì trệ trong sự phát triển và sáng tạo. Những công ty webmail chính—cùng với cộng đồng công nghệ thông tin—nhanh chóng nhận ra sự trì trệ này khi bộ máy tìm kiếm Google phát hành dịch vụ webmail riêng, Gmail, vào tháng 4 năm 2004, cùng với tính năng JavaScript động và giao diện dựa trên Ajax và 1GB dung lượng cho tất cả người dùng - một dung lượng khổng lồ vào thời điểm đó. Những ông lớn trong ngành webmail—cụ thể là Hotmail và Yahoo! Mail—nhanh chóng chạy theo với sản phẩm của họ, bằng việc tăng dung lượng và phát triển những phiên bản mới của giao diện e-mail.